# Elmo Palazzi
Elmo Palazzi (Città di Castello, 1871 – 1915) è stato uno scultore italiano.

## Biografia
Formatosi alla Scuola di Arti decorative di Firenze, dal 1895 si trasferì a Roma dove lavorò per lo scultore e uomo politico Ettore Ferrari, autore del monumento a Giordano Bruno (1889) nella piazza romana di Campo de' Fiori; di Ferrari fu discepolo, non solo dal punto di vista dell'arte ma anche per la fede repubblicana e per l'affiliazione al Grande Oriente d'Italia che del resto caratterizzava alcuni ambienti artistici dell'Italia umbertina.
Dal 1903, poco più che trentenne ma già malato di cuore, Palazzi tornò a vivere a Città di Castello, dove continuò per quanto possibile la produzione artistica, e fu tra i fondatori della Scuola Operaia G.O. Bufalini ancor oggi attiva.
Tra le opere di maggiore importanza realizzate dal Palazzi l'“Allegoria della Vittoria” (1910), una delle quattro Vittorie alate sul Ponte Vittorio Emanuele a Roma; l'“Allegoria dell'Umbria” sul coronamento del monumento a Vittorio Emanuele II meglio noto come Vittoriano poi divenuto Altare della Patria, inaugurato a Roma nel 1911; il monumento al sen. Matteo Renato Imbriani Poerio (1907) a Canosa di Puglia; il Monumento all'XI Settembre 1860 (1914) a Città di Castello.
Temi celebrativi di derivazione storicista si intrecciano, nell'opera del Palazzi, a motivi più "leggeri", anche legati al nascente gusto liberty, non privi di interesse.
Nel 150mo della nascita il MISE-Ministero Sviluppo Economico con Zecca di Stato e Poste Italiane hanno dedicato a Palazzi una emissione speciale resa disponibile il 23 dicembre 2021.
Nella Pinacoteca Comunale di Città di Castello è oggi custodita parte della gipsoteca donata dagli eredi di Elmo Palazzi.